# Фишер, Гейл
Гейл Фи́шер (англ. Gail Fisher; 18 августа 1935 — 2 декабря 2000) — американская телевизионная актриса, лауреат премий «Золотой глобус» (1971, 1973) и «Эмми» (1970).

## Биография
Младшая из пяти детей, Гейл Фишер родилась в городе Ориндж, штат Нью-Джерси, США. Её отец умер, когда ей было всего два года, и она, живя в нищете, воспитывалась матерью. Фишер окончила Metuchen High School. В подростковые годы она занималась черлидингом и приняла участие в нескольких конкурсах красоты, завоевав названия Miss Transit, Miss Black New Jersey и Miss Press Photographer.
В конкурсе поддержки компании Coca-Cola Фишер выиграла возможность провести два года обучения в американской Академии драматического искусства. В то время Гейл Фишер также работала моделью.
Актёрскую карьеру Фишер начала в 1959 году, но популярность к ней пришла после съёмок в телесериале «Мэнникс», в котором она снималась в 1968—1975 годах и за роль в котором была удостоена премий «Золотой глобус» и «Эмми».
Гейл Фишер была дважды замужем и родила двух дочерей. Актриса умерла в возрасте 65 лет в Калвер-Сити в 2000 году из-за почечной недостаточности. Через двенадцать часов после смерти Гейл, её брат Клифтон умер от сердечной недостаточности.

## Фильмография
| Год       |   | Русское название  | Оригинальное название | Роль         |
| --------- | - | ----------------- | --------------------- | ------------ |
| 1963      | с | Главный госпиталь | General Hospital      | судья Хеллер |
| 1968—1975 | с | Мэнникс           | Mannix                | Пегги Фэйр   |
| 1971      | с | Комната 222       | Room 222              | Диана Браун  |
| 1983      | с | Рыцарь дорог      | Knight Rider          | Тельма       |

## Награды и номинации
- Гейл Фишер имеет по 4 номинации на премии «Эмми» (из них — 1 победа) и «Золотой глобус» (из них — 2 победы)[2].